# American Football League 1960
La stagione AFL 1960 è stata la 1ª stagione sportiva della American Football League, la lega professionistica statunitense di football americano. La stagione è iniziata il 9 settembre 1960. La finale del campionato si è disputata il 1º gennaio 1961 nel Jeppesen Stadium di Houston, in Texas tra i Los Angeles Chargers e gli Houston Oilers ed ha visto la vittoria di questi ultimi per 24 a 16.

## Stagione regolare
La stagione regolare è iniziata il 9 settembre 1960 con la partita inaugurale disputata tra i campioni Boston Patriots e i Denver Broncos, mentre il resto della prima giornata si è svolto il 10 e l'11 settembre. La stagione terminata il 18 dicembre, si è svolta in 14 giornate.

### Risultati della stagione regolare
- V = Vittorie, S = Sconfitte, P = Pareggi, PCT = Percentuale di vittorie, PF = Punti Fatti, PS = Punti Subiti
- La qualificazione ai play-off è indicata in verde (tra parentesi il seed)

| Eastern Division   |    |   |   |     |     |     |
| Squadra            | V  | S | P | PCT | PF  | PS  |
| (*) Houston Oilers | 10 | 4 | 0 | 714 | 379 | 285 |
| New York Titans    | 7  | 7 | 0 | 500 | 382 | 399 |
| Buffalo Bills      | 5  | 8 | 1 | 385 | 296 | 303 |
| Boston Patriots    | 5  | 9 | 0 | 357 | 286 | 349 |

| Western Division         |    |   |   |     |     |     |
| Squadra                  | V  | S | P | PCT | PF  | PS  |
| (*) Los Angeles Chargers | 10 | 4 | 0 | 714 | 373 | 336 |
| Dallas Texans            | 8  | 6 | 0 | 571 | 362 | 253 |
| Oakland Raiders          | 6  | 8 | 0 | 429 | 319 | 388 |
| Denver Broncos           | 4  | 9 | 1 | 308 | 309 | 393 |

## La finale
La prima finale della AFL venne giocata tra le squadre prime qualificate delle due Division, ovvero i Los Angeles Chargers e gli Houston Oilers il 1º gennaio 1961 nel Jeppesen Stadium di Houston, in Texas.Gli Houston Oilers si aggiudicarono il titolo per 24 a 16.

### Vincitore
| Vincitori del campionato AFL 1960 Houston Oilers 1º titolo |